# 5-Bromvanillin
5-Bromvanillin entsteht bei der Bromierung von Vanillin und ist ein wichtiger Molekülbaustein (englisch building block) für die Herstellung von Syringaldehyd, 3,4,5-Trimethoxybenzaldehyd, 3,4,5-Trimethoxyzimtsäure oder 3,4,5-Trimethoxyphenyl-propionsäure, aus denen z. B. das Antibiotikum Trimethoprim oder das Halluzinogen Mescalin zugänglich sind.

## Darstellung
Bei der Synthese von 5-Bromvanillin ist ein möglichst vollständiger Umsatz des eingesetzten Vanillins kritisch, da die Abtrennung des nicht umgesetzten Edukts vom Produkt einen erheblichen Reinigungsaufwand erfordert. Zur Darstellung wird Brom mit Vanillin in Bromwasserstoffsäure bei maximal 5 °C umgesetzt, wobei 5-Bromvanillin in quantitativer Ausbeute als hellgelbe Kristalle anfällt.
Bei einer alternative Darstellung, bei der Bromwasserstoffsäure und Bromüberschuss vermieden wird, erfolgt die Bromierung in einem Zweiphasensystem 1,2-Dichlorethan/Schwefelsäure bei 45 °C. Der Umsatz erfolgt von Vanillin mit Brom in Anwesenheit von Wasserstoffperoxid, um die während der Bromierung entstandene Bromwasserstoffsäure zu Brom zu oxidieren und so in die Reaktion zurückzuführen. 5-Bromvanillin wird dabei in 91–92%iger Ausbeute und in Reinheiten über 99 % (verbleibender Vanillingehalt unter 0,5 %) erhalten.
Bei einer vergleichsweise einfachen Variante wird in eine methanolische Vanillinlösung bei 0 bis 20 °C mit Brom umgesetzt und 5-Bromvanillin als gelbliche Kristalle in 95%iger Ausbeute isoliert.

## Eigenschaften
5-Bromvanillin fällt an als gelbliches kristallines Pulver, das in Wasser unlöslich ist, sich aber als phenolische Verbindung gut in Alkalien, wie Natronlauge und Alkoholaten, unter Bildung des Phenolats löst.

## Verwendung
Durch Reaktion mit Natriumhydroxid in Gegenwart geringer Mengen von Kupfer-Pulver kann das Bromatom im 5-Bromvanillin gegen eine Hydroxygruppe zum 3-Methoxy-4,5-dihydroxybenzaldehyd ausgetauscht werden. Methylierung mit Dimethylsulfat liefert regioselektiv 3,4-Dimethoxy-5-hydroxybenzaldehyd, ein Stellungsisomer des Syringaldehyds.
5-Bromvanillin ist ein Schlüsselbaustein für die Synthese des in der Natur weitverbreiteten Syringaldehyds (3,5-Dimethoxy-4-hydroxybenzaldehyd), einer wichtigen Vorstufe für Trimethoprim.